# 鄉飲酒禮
鄉飲酒禮，是中國流傳久遠的教化活動。
鄉飲酒禮最早可追溯至西周，鄉州鄰里之間定期的聚會宴飲，以敬老為中心，《禮記·鄉飲酒義》載：“鄉飲酒之禮，六十者坐，五十者立侍，以聽政役，所以明尊長也。六十者三豆，七十者四豆，八十者五豆，九十者六豆，所以明養老也，民之尊長養老，而後乃能入孝悌。……教之鄉飲酒之禮，而孝弟之行立矣。”上古史專家楊寬認為“起源於氏族聚落的會食制度”。《禮記·射義》上說“孔子射於矍相之圃，蓋觀者如堵墻”，即是鄉飲酒禮的預演。
鄉飲酒禮在西漢仍有實行，東汉以后則逐漸衰落。西晋武帝泰始三年（267年）十月，皇帝亲临辟雍，亲自主持鄉飲酒禮，但始終未成定制。
唐隆元年（710年）七月十九日，唐睿宗下詔各州要遵行實施鄉飲酒禮。《唐會要》卷二十六《鄉飲酒》條載：“鄉飲酒禮之廢，為日已久，宜令諸州每年遵行鄉飲酒禮。”鄉飲酒禮自宋朝以來，仍有延續，以尚贤为主的鹿鸣宴被礼制化。北宋末年，宋徽宗將鹿鸣宴正名为鄉飲酒禮。南宋绍兴七年（1137年），明州郡太守仇悆在当地学校中推行乡饮酒礼。绍兴十三年（1143年），林保上奏请求制订乡饮酒礼仪制，朝廷“颁乡饮酒仪于郡国”。绍兴十七年（1147），朝廷下诏，州县每三年举行一次乡饮酒礼。绍兴二十六年（1156年），由於反應不佳，“士人不以为便”，又下诏“罢乡饮酒举士法”。對此，朱熹曾於庆元年間試圖改革鄉飲酒禮。
元朝蒙古人入主中原，對漢族礼仪並未加以推广。但明清時仍保有此禮。與前代的鄉飲酒禮相比，明代為了突出教化的功能，禮儀刪除演奏樂曲，增加了讀律令環節。洪武五年，朱元璋规定全国各地学校都要举行鄉飲酒禮，每年春正月、冬十月舉行，學校由學官帶領，民間每百戶由里長或糧長主之。洪武六年十月蘇州知府魏觀在郡学举行鄉飲酒禮，名動一時；其中列坐者，八十岁以上有13人，七十岁以上有62人，六十岁以上有47人，五十歲以下達百餘人。洪武十六年還頒行了《鄉飲酒禮圖式》，对里社的主、宾、僎、介资格进行了明确的规定；還規定过犯之人必须赴飲，對其人格自尊進行羞辱，以達到惩戒的目的，儀式由司正、贊禮、贊引、讀律等負責。清初又重新倡導，舉行鄉飲酒禮。乾隆時對鄉飲酒禮進行修訂，從而使鄉飲儀軌更加完備。《大清律例》還為鄉飲酒設立「擬罪條例」。民國以後，此禮永久廢止。